# Horloffaue zwischen Hungen und Grund-Schwalheim
Horloffaue zwischen Hungen und Grund-Schwalheim este o arie protejată (arie specială de conservare — SAC, sit de importanță comunitară — SCI) din Germania întinsă pe o suprafață de 604,45 ha, integral pe uscat.

## Localizare
Centrul sitului Horloffaue zwischen Hungen und Grund-Schwalheim este situat la coordonatele 50°26′53″N 8°54′42″E / 50.4481°N 8.9117°E.

## Înființare
Situl Horloffaue zwischen Hungen und Grund-Schwalheim a fost declarat sit de importanță comunitară în aprilie 1999 pentru a proteja 7 specii de animale. Situl a fost protejat și ca arie specială de conservare în martie 2008.

## Biodiversitate
Situată în ecoregiunea continentală, aria protejată conține 7 habitate naturale: Pășuni continentale udate de apa mării, Ape stătătoare oligotrofe până la mezotrofe, cu vegetație de Littorelletea uniflorae și/sau de Isoëto-Nanojuncetea, Lacuri eutrofice naturale cu vegetație de tip Magnopotamion sau Hydrocharition, Pajiști uscate seminaturale și facies de acoperire cu tufișuri pe substraturi calcaroase (Festuco-Brometalia) (* situri importante pentru orhidee), Liziere de ierburi înalte hidrofile de câmpie și de nivel montan până la alpin, Fânețe de joasă altitudine (Alopecurus pratensis, Sanguisorba officinalis), Păduri aluvionare cu Alnus glutinosa și Fraxinus excelsior (Alno-Padion, Alnion incanae, Salicion albae).
La baza desemnării sitului se află mai multe specii protejate:
- amfibieni (1): triton cu creastă (Triturus cristatus)
- nevertebrate (4): Coenagrion mercuriale, rădașcă (Lucanus cervus), phengaris nausithous (Maculinea nausithous), Osmoderma eremita Complex
- pești (2): țipar (Misgurnus fossilis), boarță (Rhodeus amarus)

Pe lângă speciile protejate, pe teritoriul sitului au mai fost identificate 4 specii de amfibieni, 3 specii de mamifere, 1 specie de reptile.